# إسبرا
إسبرا هي بلدة صغيرة تقع على الساحل الشرقي لبحيرة ماجوري في مقاطعة تسمى فاريزى ( لومباردي شمال إيطاليا ).

## الموقع الجغرافي
يعرف باسم Ispira (XIV) أسبيرا وتعرف باسم Ispratium إسبيريتيوم في فيلم Aegidius Tschudi 's Beschreibung Galliae Comatae  وفقًا لغاودينزيو ميرولا انه يعرف أصل الاسم في الطبيعة الصخرية وفقا للمنظر الطبيعي ؛ Hisprum شبه asperum ob saxorum صعبًا ،  وهذا يعني ما يعادل اللاتينية hispida (راجع hispid و ispido ) والمتعلقة بـ Provençal مع تحول d إلى r بسبب rhotacism .

## مركز الابحاث المشتركة
يوجد معاهد الرئيسية لمركز الأبحاث المشترك (JRC) التابع للمفوضية الأوروبية (EC) ومنها معهد حماية وأمن المواطن (IPSC) ومعهد البيئة والاستدامة (IES) و معهد الصحة وحماية المستهلك (IHCP) وكذلك مديرية موقع إسبرا (IS).
ويطلق على المؤسسة البحثية باسم CCR (Centro Comune di Ricerca) أو EURATOM وفقا إلى تاريخها في الأبحاث النووية. يبلغ الموقع مساحة 157 هكتار (390 أكر) حيث تم الحفاظ جزئيًا على وجود أشجار الصنوبر والبتولا والبلوط والكستناء.
ولا يزال الموقع يحتوي على العديد من المفاعلات النووية التجريبية في مرحلة التوقف عن العمل.

## السكان من المشاهير
ومن ضمن سكانها راقصة الباليه الإيطالية الأمريكية إنريكا سوما (والدة الممثلة أنجليكا هيوستن ) وأبوين اللذين هاجرا من إسبرا إلى الولايات المتحدة

## أنظر أيضا
- إيطاليا